# Maria Kaniewska
Maria Kaniewska-Forbert est une réalisatrice, scénariste, actrice et éducatrice polonaise née le 27 mai 1911 à Kiev et morte le 11 décembre 2005 à Varsovie.

## Biographie

### Enfance et études
En 1933, elle est diplômée du département d'interprétation de l'Institut national d'art dramatique de Varsovie et, en 1948, du département de réalisation de l'École nationale de cinéma de Łódź.
Ses professeurs sont entre autres Stefan Jaracz et Aleksander Zelwerowicz.

### Carrière
Elle fait ses débuts le 14 octobre 1933 au théâtre municipal de Toruń (pl).
En 1948, elle devient la première réalisatrice de doublage du pays.
À partir de 1949, elle travaille pour l'École nationale de cinéma de Łódź pendant quarante ans. Elle est doyenne du département d'art dramatique de 1968 à 1969 et de 1974 à 1976.
Elle fait partie de l'Association des cinéastes polonais (pl).

### Mort
Elle meurt le 11 décembre 2005 à Varsovie et est enterrée au cimetière de Powązki,.